# بحيرة تشاغان
بحيرة تشاغان (بالقازاقية: Шаған)‏ ، Shaǵan) أو بحيرة بالإبان Lake Balapan، هي بحيرة في كازاخستان.
نشأت بسبب تجربة تشاغان النووية في 15 يناير 1965، والتي أجريت كجزء من برنامج التفجيرات النووية من أجل الاقتصاد الوطني في الاتحاد السوفيتي. تم وضع جهاز يزن 140 كيلو طن في ثقب عمقه 178 متراً في قاع نهر تشاجان الجاف. وتسبب الانفجار في حفرة عرضها 400 مترا وعمقها 100 متر.
ويشار إليها غالبا باسم «البحيرة النووية».
تأتي مياه البحيرة من نهر تشاجان، أحد روافد نهر إيرتيش. ويبلغ حجم بحيرة فوهة البركان حوالي 10 ملايين متر مربع. وإلى الجنوب، تحجب حافة الفوهة مياه الخزان الثاني.

## وسائط
في المسلسل الوثائقي «السائح المظلم» الذي أنتجته نتفليكس، في الموسم الأول الحلقة الرابعة، يزور ديفيد فارير البحيرة، ويسبح فيها، وكذلك يأكل سمكة من البحيرة، خلال جولته في كازاخستان.